# Who'd Have Known
Who'd Have Known is een nummer van de Britse zangeres Lily Allen uit 2010. Het is de vijfde en laatste single van haar tweede studioalbum It's Not Me, It's You.
"Who'd Have Known" gaat over het begin van een relatie, vanuit het perspectief van een meisje. Het nummer, dat een sample bevat van Shine van Take That, werd een klein hitje in het Verenigd Koninkrijk en Nederland. In het Verenigd Koninkrijk kwam het tot de 39e positie, terwijl in Nederland de 4e positie in de Tipparade werd gehaald.

## Tracklijst
Cd-single
1. "Who'd Have Known" – 3:51
2. "Who'd Have Known" (instrumentale versie) – 3:48

Muziekdownload
1. "Who'd Have Known"  – 3:48
2. "Who'd Have Known" (instrumentale versie) – 3:51
3. "The Fear" (Death Metal Disco Scene Vocal remix) – 5:42